# Third From The Sun
Third From The Sun è il sesto album in studio del gruppo musicale Chrome, pubblicato il 1982.

## Tracce
Lato 1
1. Firebomb – 3:43
2. Future Ghosts – 5:19
3. Armageddon – 8:35

Lato 2
1. Heart Beat – 5:05
2. Off the Line – 4:32
3. 3rd from the Sun – 4:41
4. Shadows of a Thousand Years – 3:37

## Formazione
- Helios Creed - voce, chitarra
- Damon Edge - voce, moog
- Hilary Stench - basso
- John Stench - batteria